# 打ちこわし
打ちこわし（うちこわし）とは、民衆が米屋を始め、質屋、酒屋などの富豪を襲撃し、家屋の破壊や家財の略奪などを行う暴動のこと。「打壊」、「打ち壊し」、「打毀」、「打ち毀し」などと表記されることもある。

## 概要
近世日本の都市部において町人同士の相互扶助である合力が発展し、富裕な町人による町方施行が成立した享保年間のころから、仁政と呼ばれる社会正義思想が形成された。
仁政とは、為政者は富者の私欲の追求を規制して弱者の生活が立ち行かなくなることを防ぎ、富者は私欲を自制し、飢饉や災害が発生した時には率先して米の施しなどを行って弱者を救うべき、という為政者・富者に課された責務であった。公的な収奪にせよ私的な収奪にせよ、この責務を果たせない為政者・富者は不徳として糾弾された。
主に都市部において、買い占めなどによる物価高騰の原因とされた者に対して行われることが多いが、百姓一揆に伴って、領主の悪政と結びついたとされた特権を持った商人や村役人に対して行われることもあった。家財の略奪なども行われたが、一方で正当な制裁行為であることを主張するために、家屋の破壊だけにとどめ、略奪や放火は厳に戒められた事例も多く知られている。打ちこわしを主導したものは処罰されたが、打ちこわしの正当性が地域社会で広く認識されている場合には、役人もその結果を容認し打ちこわしを受けた側も処罰を受けたり、面目を失い立ち退くこともあった。
都市における最初の打ちこわしは、元禄16年（1703年）に長崎で発生し、享保18年（1733年）には江戸でも初めて発生した。それ以後も飢饉や政情不安などによりしばしば発生し、特に物価が急に上がった幕末にかけて増加した。
江戸時代も中期（約300年前）になると政治の腐敗や凶作により米の価格が高騰し、「打ちこわし」が起こるようになった。
享保18年（1733年）に江戸で始まり、天明年間（1781-1789年）における飢饉の際には、江戸だけでなく大坂、京都、広島、長崎、石巻など全国に及んだ。天保8年（1837年）に大坂で起きた『大塩平八郎の乱』も打ちこわしの一種と言える。